# Taurup Pervi
Taurup Pervi (del ruso: Тауруп Первый) es un jútor del raión de Kushchóvskaya del krai de Krasnodar, en Rusia. Está situado en las llanuras de Kubán-Priazov, a orillas del río Srédnaya Chuburka, afluente del Mókraya Chuburka a través del Chuburka, 24 km al norte de Kushchóvskaya y 195 km al norte de Krasnodar, la capital del krai. Tenía 153 habitantes en 2010
Pertenece al municipio Srednechuburkskoye.